# Тонеца дел Чимоне
Тонеца дел Чимоне (итал. Tonezza del Cimone) је насеље у Италији у округу Виченца, региону Венето.
Према процени из 2011. у насељу је живело 152 становника. Насеље се налази на надморској висини од 973 м.

## Становништво
Према резултатима пописа становништва 2011. у општини је живело 577 становника.
| 1931. | 1936. | 1951. | 1961. | 1971. | 1981. | 1991. | 2001. | 2011. |
| ----- | ----- | ----- | ----- | ----- | ----- | ----- | ----- | ----- |
| 1.314 | 1.193 | 1.196 | 1.101 | 979   | 700   | 661   | 619   | 577   |